# Ванни, Микельанджело
Микельанджело Ванни (итал. Michelangelo Vanni; 1583, Сиена — 1671, там же) — итальянский живописец периода барокко сиенской школы. Старший сын Франческо Ванни.

## Биография
Микельанджело Ванни родился в Сиене в семье художника Франческо Ванни. О его жизни и творчестве известно крайне мало.
Из его произведений известна только картина «Мистическое обручение Святой Екатерины Сиенской». Считается, что этот художник также изобрёл способ писать на мраморе особенными красками, проникающими глубоко в камень. Скорее всего речь идёт об энкаустике (живописи восковыми красками) или о подобии стереохромии (технике работы с использованием жидкого стекла: водного щелочного раствора силикатов натрия)).
Микельанджело Ванни с братом Рафаэлло воздвиг отцу надгробный памятник из мрамора, расписанный такими красками. Надпись на памятнике сообщала, что изобретателем красок был Ванни. Тайну их состава хранил ещё в 1640 году Николо Торниоли, один из учеников Микельанджело Ванни.